# Drüsiger Klappertopf
Der Drüsige Klappertopf (Rhinanthus rumelicus) ist eine Pflanzenart aus der Gattung Klappertöpfe (Rhinanthus) in der Familie der Sommerwurzgewächse (Orobanchaceae).

## Beschreibung
Der Drüsige Klappertopf ist eine 15 bis 60 cm hohe, halbparasitäre, einjährige Pflanze. Der Stängel ist schwarz gestrichelt.
Der Kelch ist drüsig behaart. Die Krone ist gelb gefärbt, der Zahn an der Oberlippe ist violett. Die Kronröhre ist verschlossen, am Rücken schwach aufwärts gebogen. Die Tragblätter sind gleichmäßig gezähnt und drüsig behaart.

## Vorkommen
Die Art ist vor allem in Südost-Europa verbreitet. Sie kommt vor in Albanien, im früheren Jugoslawien, Rumänien, Ungarn, der Slowakei, Bulgarien, Griechenland und darüber hinaus in Transkaukasien.  In Deutschland ist die Art nur aus Thüringen in der Nähe Jenas bekannt. Sie wächst auf Halbtrockenrasen und lichten Kiefern-Beständen. Sie bevorzugt mäßig trockene, kalkreiche und nährstoffarme Lehmböden.

## Botanische Geschichte
Das erste in Deutschland gefundene Exemplar wurde 1908 am Napoleonstein bei Jena-Closewitz gefunden und zunächst als eigene Art Alectorolophus aschersonianus beschrieben. Danach wurde es zunächst zu Rhinanthus rumelicus, später aber auch in die Nähe von Rhinanthus alectorolophus gestellt. Molekularbiologische Untersuchungen zeigten jedoch, dass das Thüringer Exemplar nahe dem südosteuropäischen Rhinanthus rumelicus steht. Da die Entdeckung der Pflanze in Thüringen für ein floristisch relativ gut untersuchtes Gebiet relativ spät erfolgte, wird vermutet, dass es sich um eine jüngere Einschleppung handelt.